# Пшинотецько
Пшинотецько (пол. Przynotecko) — село в Польщі, у гміні Старе Курово Стшелецько-Дрезденецького повіту Любуського воєводства.
Населення — 475 осіб (2011).
У 1975-1998 роках село належало до Гожовського воєводства.

## Демографія
Демографічна структура станом на 31 березня 2011 року:
|          | Загалом | Допрацездатний вік | Працездатний вік | Постпрацездатний вік |
| -------- | ------- | ------------------ | ---------------- | -------------------- |
| Чоловіки | 250     | 61                 | 165              | 24                   |
| Жінки    | 225     | 49                 | 129              | 47                   |
| Разом    | 475     | 110                | 294              | 71                   |